# Paléoesquimaux
Les Paléoesquimaux, ou Paléo-Eskimos et Tuniit, en langues inuites, sont l'ensemble des peuples de la Préhistoire ayant vécu en région arctique entre l'extrémité occidentale du détroit de Béring et le Groenland. Ces populations sont caractérisées par « un mode de vie de type esquimau ». La civilisation paléoesquimaude disparaît vers le début du IIe millénaire, après l'arrivée des thuléens, l'un des peuples qui composent la civilisation néoesquimaude,,.
Les Paléoesquimaux, qui pourraient être des « lointains parents » des actuelles populations de la zone arctique n'en sont pas les ancêtres directs. La civilisation paléoesquimaude est apparue il y a plus de 4 000 ans AP,.
Cette civilisation préhistorique de l'arctique, porteuse de la culture archéologique dite « Tradition microlithique de l'Arctique », regroupe les peuples prédorsétiens (en), de Growater (en), de l'Indépendance I, de l'Indépendance II (en), denbighiens (it), dorsetiens et Saqqaquiens,,,,.
La chronologie paléoesquimaude est subdivisée en deux périodes : le « Paléoesquimau inférieur » (ou Paléoesquimau ancien) et le « Paléoesquimau supérieur » (ou Paléoesquimau récent),,,.

## Définition et terminologie

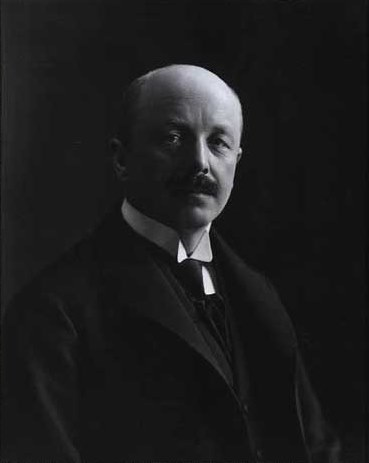
Le géographe et ethnographe Hans Peder Steensby, inventeur du terme Paléoesquimau.

En 1916, le géographe et ethnographe danois Hans Peder Steensby (da) introduit le terme Paléoesquimau. Steensby fait alors état de l'existence de cultures datant l'« âge de la pierre » au sein de la région arctique,,. En introduisant ce terme, comme celui de Néoesquimau, Steensby initie des travaux sur l’origine des Inuits basée une « stratification particulière ». Il fonde l'hypothèse que la civilisation paléoesquimaude constitue un groupe amérindien dont la région d'origine est celle des Barren Grounds (en), un territoire situé dans le Canada subarctique. Pour Steensby, ces peuples, après s'être adaptés au climat arctique du golfe du Couronnement, auraient opéré deux migrations simultanées : l'une vers l’est, pour atteindre le Groenland, et l'autre vers l’ouest, pour atteindre l'Alaska.
Dès les années 1920, l'anthropologue et philologiste Kaj Birket-Smith complète la notion de Paléoesquimau définie par Steensby une « dimension chronologique »,.
Le terme Paléoesquimau est ensuite repris dans les années 1950 par James Louis Giddings et William Nathaniel Irving pour définir une technologie microlithique spécifique aux territoires englobant la région arctique. Toutefois, le terme Tuniit est parfois employé pour faire uniquement référence au peuple de Dorset,.
Les populations composant cette civilisation préhistorique de l'Arctique sont également désignées sous le terme de Paléo-Eskimos,,,. En outre, en langues inuites, les Paéoesquimaux sont appelés Tuniit,.
Le terme Paléoesquimau, introduit au début du XXe siècle, désigne également une période correspondant au « début de la Préhistoire » dans la région arctique. Ce terme ethnologique a été employé pour « rendre compte de l'origine des Esquimaux ». Il désigne « toutes les populations préhistoriques établies de la rive sibérienne du détroit de Béring au Groenland, en passant par l'Arctique nord-américain, qui manifestent un mode de vie de type esquimau ». Paléoesquimau, composé du préfixe "paléo-", signifiant ancien, vieux et du suffixe "-esquimau" fait aussi référence aux peuples de l'Arctique qui ont vécu avant les thuléens.

## Histoire

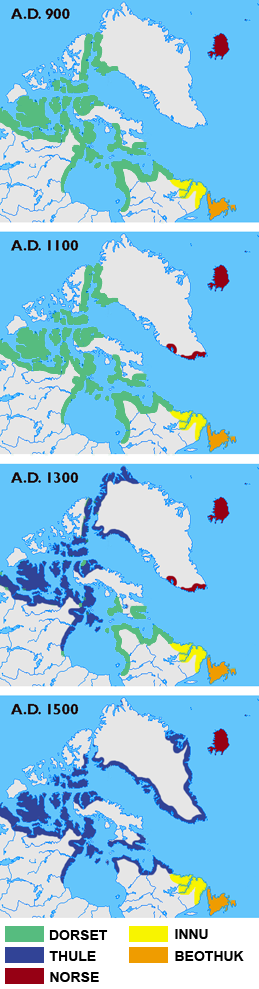
Cultures arctiques

### Origine
En 1988, l'archéologue russe Nicolaj N. Dikov, inventeur et fouilleur du site Chertov Ovrag (en), suggère une probable « connexion » entre les peuples paléoskimos nord-américaines et les populations paléosquimaudes tchouktches ayant occupé l'établissement est-sibérien,,,. Le site archéologique de Chertov Ovrag, découvert en 1975 puis fouillé au cours des 6 années suivantes, présente un faciès archéologique ayant d'importantes similitudes avec celles de la tradition microlithique de l'Arctique, notamment en ce qui concerne la technologie et la morphologie des pièces d'industrie lithique,. En outre, les têtes de harpons mises en évidence sur l'île de Wrangel montrent que les occupants du site pratiquaient très probablement la chasse des mammifères marins,. Des ossements de phoques communs, de phoques annelés et de morses exhumés sur le site, ont permis de confirmer cette hypothèse,.

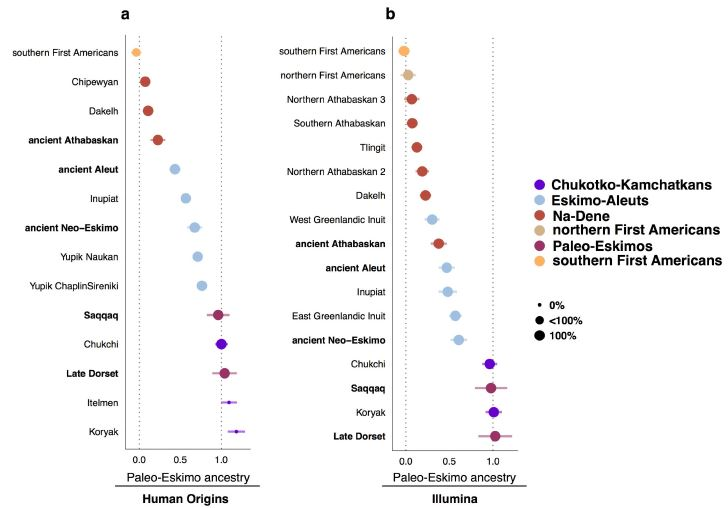
Les Paléoesquimaux au sein de deux arbres phylogénétiques nord-américains.

Au début des années 1990, l'archéologue Bjarne Grønnow fonde l'hypothèse que les populations paléoesquimaudes nord-américaines, comprenant celle de Saqqaq, auraient probablement opéré une migration à partir de deux points géographiques situés dans l'extrême-orient sibérien : le site de Chertov Ovrag (en), daté au 14C entre 3 360 et 2 851 ans av. J.-C., localisé sur l'île Wrangel, et un second point établi à l'est de la péninsule Tchouktche. Pour l'archéologue, ces populations auraient atteint le continent américain sur une période s'étendant entre 12 000 et 8 000 ans avant le présent, puis seraient venues s'établir au sein de la région ouest du Groenland après avoir parcouru une distance d'environ 15 000 km. En 1996, l'archéologue canadien Robert McGhee (en), en prenant appui sur les travaux archéologiques précédents, suggère que les peuples paléoesquimaux pourraient être probablement des descendants de populations originaires de Sibérie,. Dikov vient confirmer son hypothèse initiale en 2004,,.
Des travaux plus récents, conduits en 2008 par des Danois et d'autres équipes européennes, grâce à une boule de cheveux datée d'environ 4 000 ans AP et contenant une séquence d'ADN bien conservé, ont montré que le peuple de Saqqaq possédait un patrimoine génétique très proche des populations Koriaks, Nganassanes, et Tchouktches. De facto, les analyses de ces restes pilleux fossilisés, mis en évidence sur le site archéologique de Qeqertasussuk, au sein d'une couche sédimentaire gelée par le permafrost, ont permis d'établir que le peuple de Saqqaq, qui fait partie des populations paléoesquimaudes, possédait un patrimoine génétique différent de celui des Inuits et qu'ils n'avaient probablement pas pour ancêtres des peuples d'origine amérindienne, mais des populations paléo-sibériennes issues du centre et de l'est sibérien — des péninsules de Taïmyr et de celle de Tchoukte, située à l'extrême est de la Russie — et ayant traversé le détroit de Béring il y a environ 5 500 ans AP,,,.

## Culture et société

### Domestication des chiens
Les éléments archéologiques révèlent que la présence de chiens dans la société paléoesquimaude est sporadique. Les populations canines, servant parfois de denrées alimentaires, se trouvent en faible nombre et leur répartition géographique est éparse. En outre, la documentation taphonomique met en évidence une très probable absence de l'espèce canidé aux côtés des peuples paléoesquimaux durant de longues périodes. Toutefois ce constat est à nuancer : cette absence est factuelle uniquement à une échelle locale.
Après la première découverte dans les années 1980 de restes de canidés datés de l'époque préhistorique, d'autres restes de canidés ont été exhumés sur les sites archéologiques de « Nipisat I » et de Qeqertasassuk, au sein de la baie de Disko, dans la partie ouest du Groenland, la découverte de ces restes organiques venant ainsi confirmer la coexistence des paléoesquimaux avec les chiens,. Les saqqaquiens étaient probablement accompagnés par quelques chiens (par groupes de 4 à 5 individus) lors de leurs déplacements, et en particulier pendant les périodes de chasses,. L'espèce canine a très probablement fait l'objet d'une domestication par les peuples paléoesquimaux, en particulier ceux de Saqqaq. Toutefois, aucun élément matériel de harnais n'ayant été encore découvert, il n'existe pas encore de preuve directe que les chiens aient été employés comme bêtes d'attelage.

## Habitat
Les habitations paléoesquimaudes typiques présentent sous forme de tentes munies d'une base en pierre ou d'un muret composé de cailloutis amalgamées à de la tourbe. Ces habitats comportent des foyers soit sous forme d'un caisson fermé, soit sous forme d'un périmètre de pierre non-recouvert.

## Productions et subsistences

### Production lithique: Tradition microlithique de l'Arctique
La civilisation paléoesquimaude est porteuse d'un ensemble de cultures archéologiques désigné sous les termes de Tradition microlithique de l'Arctique,,,,,,.
La tradition microlithique de l'Arctique (en anglais : « Arctic small tool tradition (en) »), a été définie par l'archéologue William N. Irving en 1957, regroupe l'ensemble des cultures archéologiques et technologies lithiques sur un territoire s'étalant de l'est du détroit de Béring, en passant par l'Alaska (y compris les îles Aléoutiennes) et le nord du Canada, jusqu'à l'est du Groenland. Cet ensemble, l'« ASTt », est attribué, selon les estimations, entre 4 500 et 1 000 à 500 années AP (soit 2 550 à 1 450-950 ans av. J.-C.) — pour Marcel Otte, cet ensemble est attesté entre 5 000 et 1 500 ans avant le présent — et est caractérisé par un faciès archéologique incluant un outillage et un débitage de très petite taille (l'industrie microlithique), dont des microlames, des éclats, des burins et des bifaces retouchés. Outre le Saqqaquien, ce groupe comprend le Pré-Dorsétien, l'Indépendancien I et II et le Denbighien,,,,, — ou Complexe de Denbigh Flint, une culture archéologique basée sur la stratigraphie et le mobilier lithique mis en évidence en 1948 sur le site d'Iyatayet (en), un établissement daté d'environ 2 000 et se trouvant au Cap Denbigh,.
À ces cultures archéologiques identifiées comme appartenant au groupe dit de la tradition microlithique de l'Arctique, les archéologues ajoutent le Groswatérien (en), qui marque une phase de « transition » entre les cultures pré-dorsétienne et dorsétienne dans la région arctique orientale. Le Groswatérien, introduit par l'archéologue et anthropologiste québécois William Wyvill Fitzhugh (en) en 1972, s'est développé entre 2 500 et 2 100 ans av. J.-C. sur les territoires de Terre-Neuve et du Labrador, dans sa partie sud,,,.
Le dorsétien et la tradition de Norton (en), dérivent, quant à elles, de la phase finale de l'ASTt,,.